# Ricardo de la Puente Bahamonde
Ricardo de la Puente Baamonde (Ferrol, 5 de junio de 1895 - Ceuta, 4 de agosto de 1936) fue un aviador y militar español, primo hermano del dictador Francisco Franco.

## Biografía
Era primo hermano de Franco por parte de madre. Participó en la guerra del Rif de forma destacada, siendo por ello condecorado con 2 medallas. Durante la Revolución de Asturias de 1934 se negó a bombardear a los mineros asturianos, lo que le valió ser destituido por su primo Francisco, entonces jefe del Estado Mayor.
La sublevación militar de Melilla el 17 de julio de 1936 lo sorprendió siendo comandante del aeródromo de Tetuán-Sania Ramel, en el Protectorado de Marruecos. De la Puente telefoneó al alto comisario de Marruecos, Arturo Álvarez-Buylla Godino, para comunicarle que él y su escuadrilla se mantendrían fieles a la República. Pero todo fue en vano. Las fuerzas coloniales marroquíes al mando del coronel Sáenz de Buruaga pronto cercaron la base aérea y al amanecer del 18 de julio la resistencia de los leales al gobierno había terminado. De la Puente se rindió no sin antes ordenar a sus hombres que inutilizaran los Breguet XIX que se encontraban desplegados en la base.
Cuando su primo Francisco llegó al aeródromo de Tetuán para asumir el mando del Ejército sublevado, los oficiales sublevados le informaron de lo sucedido. Franco dio su consentimiento a que fuera ejecutado, aunque delegó en el general Orgaz que éste firmase la sentencia de muerte. Juzgado en corte militar por el delito de traición, fue fusilado el 4 de agosto de 1936 en el Monte Hacho (Ceuta).